# Перемиське братство
Перемиське братство — національно-релігійна громадська організація православних руських (українських) шляхтичів та міщан Перемишля з кінця XVI до початку XVIII ст. Таких існувало декілька — Св. Іоанна (або Іоанна Хрестителя) та Св. Трійці.

## Братство Святого Іоанна
З 1560-х років є документальні записи, які вказують на існування при кафедральному соборі С. Іоанна (Різдва Іоанна Хрестителя) у Перемишлі церковного братства, яке сформалізоване було у 1592 році, коли отримало «чин братський» (статут). Таким чином було одним з давніших на теренах Речі Посполитої. Очільниками братства на першому етапі були так званні опікуни (vitrici) Перемишльського православного собору св. Іоанна, впливовість яких починається з середини XV ст. майном управляли (опікуни). У пізніших документах їх називали витрикушами.
Втім при складанні статуту 1592 року за взірець було взято статут Львівського Успенського братства. При цьому перемишляни зверталися також до львівських братчиків з проханням про вчителів для своєї школи, яка існувала з 1571 року. У 1590-х роках братчики разом з єпископом Михайлом Копистенським доклали значних зусиль для відновлення діяльності школи (існувала в XV ст.).
У 1633 році після відновлення прав православної церкви за рішенням короля Владислава IV, братство отримало королівський дозвіл на заснування друкарні, проте не змогло видати жодної книги. Причини цього достеменно невідомі.
У 2-й пол. XVII ст. починається занепад братства, що було пов'язано з полонізацією шляхти та заможних верств міста. Також посилюється вплив єзуїтів та греко-католиків. У результаті до кінця століття братство припинило своє існування.

## Братство Святої Трійці
У 1617 році ст. в передмісті Перемишля утворилося братство: навколо церкви Св. Трійці та монастиря тієї ж назви. Незабаром воно стає однією з активніших в передмістях та самому Перемишлі. Численні джерела вказують на наполегливу діяльність Святотроїцького братства на захист православної віри. У 1620 році благословенну грамоту братству надав єрусалимський патріарх Феофан III, який перебував у Києві. В цьому отримували підтримку від Василя (ігумена монастиря Св. Трійці) та Теодора Копистенських.
З огляду на активну діяльність греко-католицького єпископа Атанасія, братству на чолі із Сильвестром Гулевичем та Антонієм Вінницьким довелося боротися за збереження Святотроїцьких церкви і монастиря. Водночас отримувало значну підтримку від української православної шляхти та міщан. Так, у 1622 році валявський священик Онисим Горчичка передав у спадок братству дім, садок та бібліотеку. У 1627 році братство Св. Трійці налагоджує співпрацю з Дрогобицькими братствами (Святоюрськими та Хрестовоздвиженським).
З 1633 року завдяки відновлення законності православної церковної ієрархії наказами короля Владислава IV, відбувається посилення ваги братства. 22 квітня того ж року Святотроїцьке братство отримало королівську грамоту. В цьому декреті видано дозвіл на друкарню «…це братство відповідно до давніх звичаїв та інших братств, як і Вільні, Луцьку, отримує право на різні привілеї та відправлення свого богослужіння, право на фундування та провадження друкарень, школи». До нашого часу збереглися фрагментарні відомості про діяльність друкарні.
Після руйнування у 1657 році церкви Св. Трійці військами трансильванського господаря Юрія Ракоці, завдяки коштам братство було відбудовано муровану церкву. Братство своїм коштом утримувало 3 священиків, паламаря, вчителів школи, утримувало шпиталь для убогих (бідних, інвалідів).
1676 року Святотроїцьке братство придбало друкарню від мешканця Перемишля Андрія Миколайовича П'ятисотника. З цього моменту починається активний друк церковний книг. У 2-й пол. століття продало друкарню Львівському Успенському братству за 1200 злотих.
До кінця століття внаслідок тиску католиків та греко-католиків на чолі із Інокентієм Вінницьким, яких підтримувала місцева влада, братство припинило існування. Час цього невідомо, напевне після 1691 року, коли єпископ Інокентій прийняв унію. У 1702 році діяльність братства відновлено як греко-католицького.